# Kralj nad kraljevima (2025.)
Kralj nad kraljevima američki je animirani kršćanski film iz 2025. koji je napisao i režirao Seong-ho Jang, djelomično nadahnut dječjom knjigom Život našeg Gospodina Charlesa Dickensa. U filmu su glasove posudili Kenneth Branagh, Uma Thurman, Mark Hamill, Pierce Brosnan, Roman Griffin Davis, Forest Whitaker, Ben Kingsley i Oscar Isaac.
Film je u Sjedinjenim Državama objavio Angel Studios 11. travnja 2025.

## Radnja
Film prati Charlesa Dickensa kao mladog pisca koji pripovijeda životopis Isusa Krista. Njegov sin Walter i on kreću u pustolovinu, dok pripovjedač u priču uključuje i dječakovu maštu.

## Uloge
- Oscar Isaac kao Isus
- Kenneth Branagh kao Charles Dickens
- Uma Thurman kao Catherine Dickens
- Mark Hamill kao kralj Herod Antipa
- Pierce Brosnan kao Poncije Pilat
- Roman Griffin Davis kao Walter Dickens
- Forest Whitaker kao sveti Petar
- Ben Kingsley kao Kajfa

## Hrvatska sinkronizacija
| Ime                | Engleska inačica    | Hrvatska inačica      |
| ------------------ | ------------------- | --------------------- |
| Charles Dickens    | Kenneth Branagh     | Goran Grgić           |
| Isus Krist         | Oscar Isaac         | Filip Juričić         |
| Walter Dickens     | Roman Griffin Davis | Neon Kovač Batir      |
| Sveti Petar        | Forest Whitaker     | Damir Poljičak        |
| Kajfa              | Ben Kingsley        | Pero Juričić          |
| Catherine Dickens  | Uma Thurman         | Jasna Palić-Picukarić |
| Farizej Mahaliell  | Mick Wingert        | Ranko Zidarić         |
| Josip              | Kenneth Branagh     | Karlo Mrkša           |
| Farizej Hilel      | Jim Cummings        | Marko Torjanac        |
| Farizej Eleazar    | Fred Tatasciore     | Nikša Butijer         |
| Poncije Pilat      | Pierce Brosnan      | Slavko Juraga         |
| Andrija            | Jamie Thomason      | Matija Kačan          |
| Kralj Herod Antipa | Mark Hamill         | Adalbert Turner       |
| Majka Marija       | Uma Thurman         | Ana Magud             |

Ostali glasovi:
- Martin Kuhar
- Danijel Ljuboja
- Marko Cindrić
- Ruben Carović
- Martina Kapitan Bregović
- Ana Ćapalija
- Adnan Prohić
- Boris Barberić
- Sead Berberović
- Eva Kostanić
- Nina Badrić
- Rafael Dropulić
- Stijepo Gleđ Markos
- Alan Hržica
- Don David Leskovar
- Zvonimir Kalić
- Nikola Podkrajac

- Prijevod i adaptacija dijaloga: Lana Blaće
- Redatelji dijaloga: Ivan Mokrović
- Tonski snimatelj: Josip Pilipić
- Re-recording mixer: Nikola Podkrajac
- Obrada i produkcija: Duplicato Media d.o.o.
- Distribucija: Blitz film i video